# Славия
И русов три группы. Группа, ближайшая к Булгару, и царь их в городе, называемом Куйаба, и он больше Булгара. И группа самая верхняя из них, называемая ас-Славийа, и царь их в городе Салау, и группа их, называемая ал-Арсанийа, и царь их сидит в Арсе, городе их. И достигают люди с торговыми целями Куйабы и окрестностей её. Что же касается Арсы, то я не слышал, чтобы кто-либо упоминал о достижении её чужеземцами, ибо тамошние убивают всех чужеземцев, к ним приходящих. Сами же они спускаются по воде для торговли и не сообщают ничего о делах своих и товарах, и не позволяют никому следовать за собой и входить в страну их. <…> Вывозят из Арсы черных соболей, черных лисиц и олово (свинец?) и некоторое число рабов.

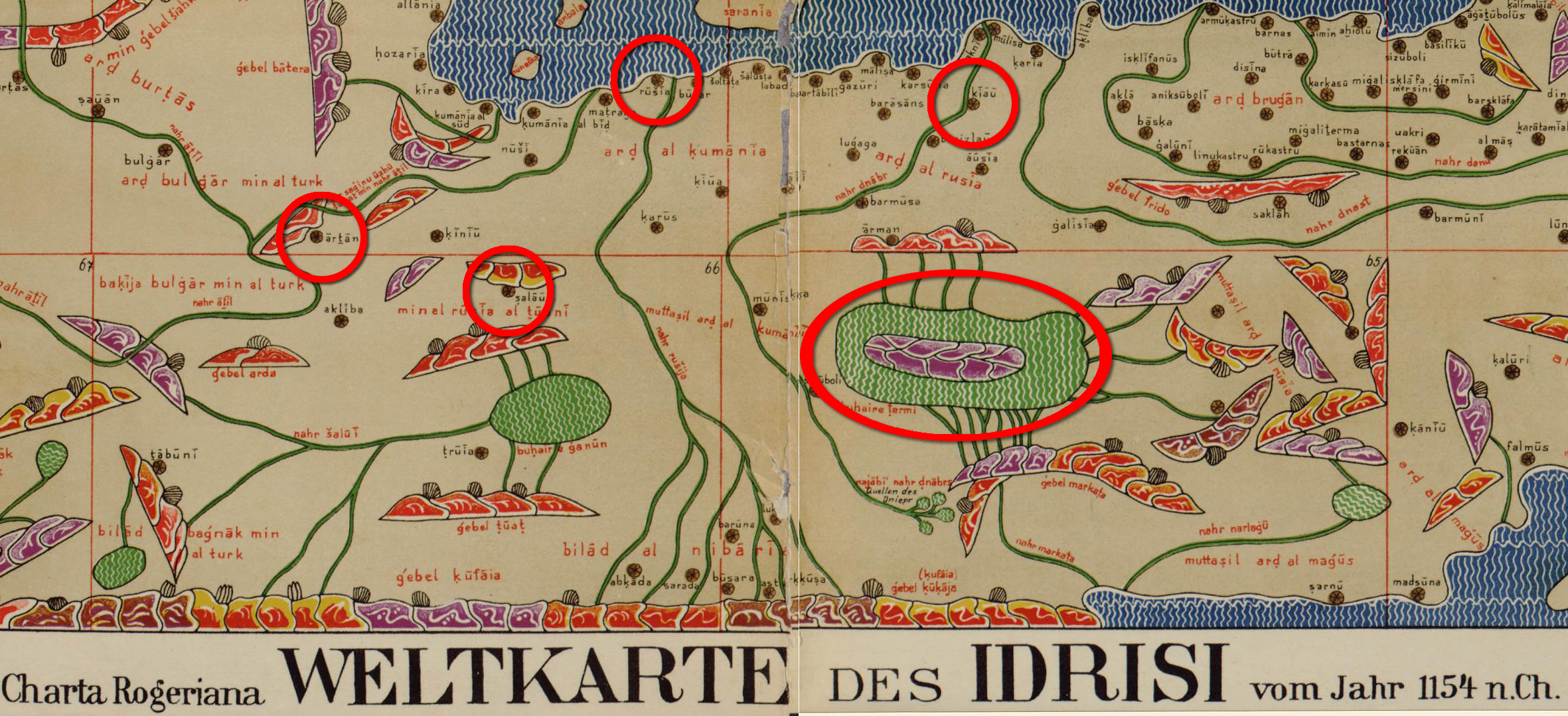
Славия (Салау) на карте Идриси (во втором кружке слева). Черное и Азовское моря сверху.

Сла́вия, ас-Славия (араб. صلاوية‎ Ṣ(a)lāwiya) — один из трёх центров Руси, описанный в арабских источниках X века.
Наряду с Арсанией и Куявией упоминается арабскими авторами Истахри и Ибн-Хаукалем, чьи работы восходят к не дошедшему до нас сочинению ал-Балхи (около 920 года).
Славия с центром в городе Салау (Слав) описывается как наиболее удалённая группа русов, вместе с Куйабой и Арсанией поддерживающая широкие международные торговые связи, в частности с мусульманским Востоком. В описании Ибн Хаукаля она названа главной по отношению к двум остальным. Рассказ хорошо согласуется со сведениями «Повести временных лет». Однако не ясно, относится ли он ко времени до образования Киевской Руси, или отражает момент, когда она уже существовала.
Славия отождествляется с ильменскими словенами, а город Слав — с гипотетическим предшественником Новгорода (возможно Ладогой, раннее существование которой подтверждается археологами).

## Другие значения

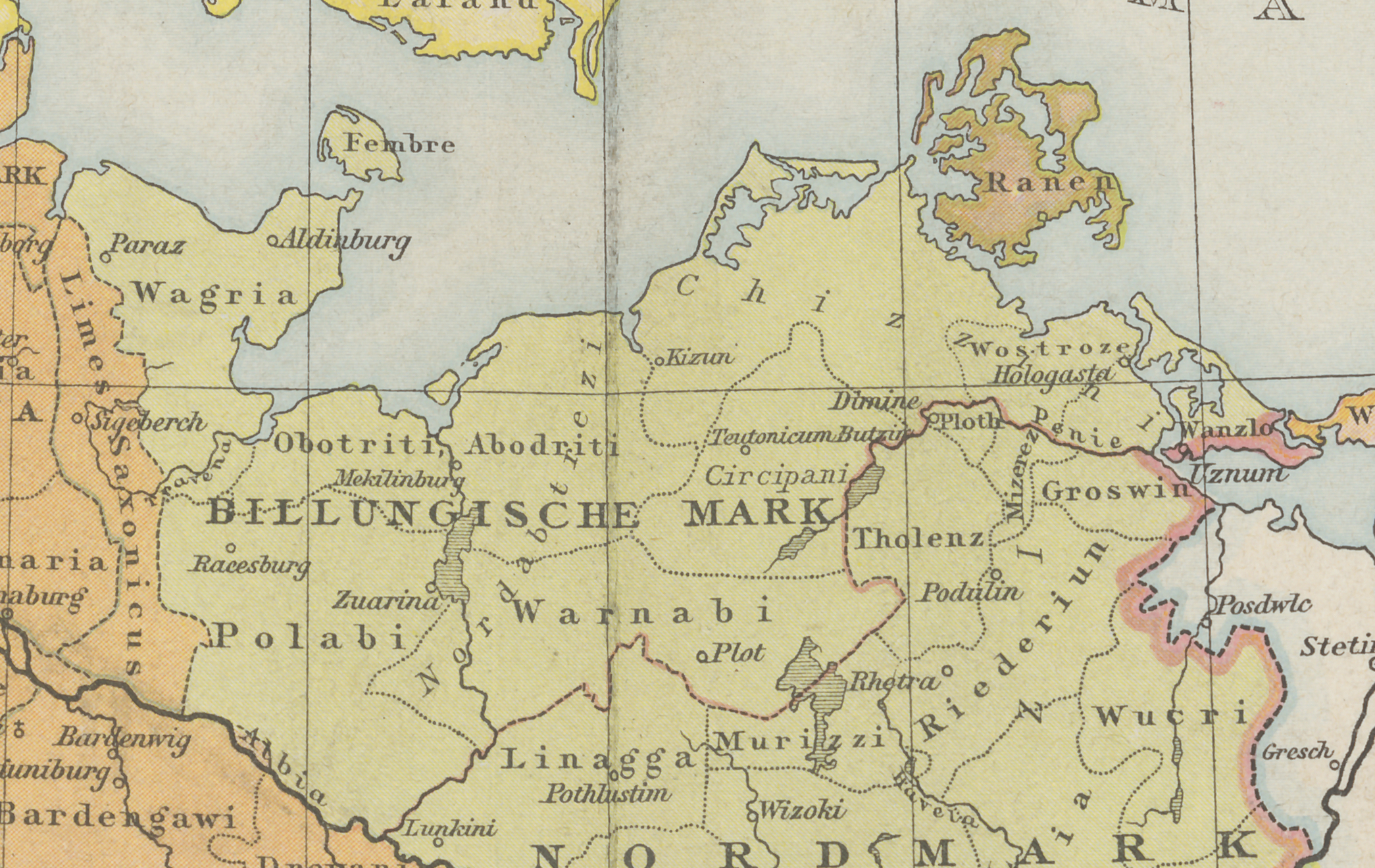
Вагрия на карте

В некоторых европейских источниках «Славией» называется государственное образование полабских и балтийских славян, а также Польша, Чехия, Югославия, Болгария.
В Славянской хронике Гельмольда содержится фрагмент, описывающий Славию:

«Альденбург — это то же, что на славянском языке Старгард, то есть старый город. Расположенный, как говорят, в земле вагров, в западной части [побережья] Балтийского моря, он является пределом Славии. Этот город, или провинция, был некогда населён храбрейшими мужами, так как, находясь во главе Славии, имел соседями народы данов и саксов…».